# Zanja (Camuy)
Zanjas es un barrio ubicado en el municipio de Camuy en el Estado Libre Asociado de Puerto Rico. En el Censo de 2010 tenía una población de 3311 habitantes y una densidad poblacional de 441,58 personas por km².

## Geografía
Zanjas se encuentra ubicado en las coordenadas 18°27′10″N 66°50′34″O / 18.45278, -66.84278. Según la Oficina del Censo de los Estados Unidos, Zanjas tiene una superficie total de 7.5 km², que corresponden a tierra firme.

## Demografía
Según el censo de 2010, había 3311 personas residiendo en Zanjas. La densidad de población era de 441,58 hab./km². De los 3311 habitantes, Zanjas estaba compuesto por el 84.84% blancos, el 4.08% eran afroamericanos, el 0.51% eran amerindios, el 0.12% eran asiáticos, el 0.03% eran isleños del Pacífico, el 8.85% eran de otras razas y el 1.57% pertenecían a dos o más razas. Del total de la población el 99.64% eran hispanos o latinos de cualquier raza.